# Lliga saudita de futbol
La Lliga saudita de futbol (o Lliga Professional Saudita, oficialment coneguda com a Torneig de Lliga Saudita per Equips de Primer Nivell, en àrab: مسابقة الدوري السعودي لفرق الدرجة الممتازة), és la màxima competició futbolística de l'Aràbia Saudita.
Començant el 2023, la lliga va començar a experimentar una àmplia exposició internacional a causa de l'atracció de nombrosos jugadors de primer nivell de les lligues europees mitjançant contractes financers lucratius, convertint-se immediatament en una lliga estel·lar. El Fons d'Inversió Pública de la nació va prendre el 75% de participació en quatre membres fundadors (Al-Ahli, Al-Ittihad, Al-Hilal i Al-Nassr) el mateix any com a part del programa Saudi Vision 2030.

## Història
Fins als anys setanta, el futbol a Aràbia estava organitzat segons criteris regionals. L'únic torneig nacional era la Copa del Rei. L'any 1976, es decidí crear la primera lliga nacional amb la participació de vuit equips. Des de l'any 1990 la competició és professional.
Cristiano Ronaldo va ser el primer gran fitxatge de la lliga, i la BBC va considerar que ell va liderar aquesta "revolució" en el futbol asiàtic. En fitxar per l'Al-Hilal, Neymar també va atribuir a Ronaldo la transformació immediata de la lliga. Altres jugadors que s'han unit a la lliga inclouen el guanyador de la Pilota d'Or Karim Benzema, N'Golo Kanté, Roberto Firmino, Sergej Milinković-Savić, Sadio Mané, Riyad Mahrez i Jordan Henderson.

## Clubs principals
Clubs amb més participacions a la lliga:
| Club       | Ciutat   | Estadi                                 | Capacitat |
| ---------- | -------- | -------------------------------------- | --------- |
| Al-Hilal   | Riad     | King Fahd International Stadium        | 62.685    |
| Al-Ittihad | Jiddah   | King Abdullah Sport City Stadium       | 62.000    |
| Al-Nassr   | Riad     | King Fahd International Stadium        | 62.685    |
| Al-Ahli    | Jiddah   | King Abdullah Sports City              | 62.000    |
| Al-Shabab  | Riad     | King Fahd International Stadium        | 62.685    |
| Al-Ettifaq | Dammam   | Prince Mohamed bin Fahd Stadium        | 21.701    |
| Al-Wahda   | La Meca  | King Abdul Aziz Stadium                | 38.000    |
| Al-Qadsiah | Khobar   | Prince Saud bin Jalawi Stadium         | 11.000    |
| Al-Tai     | Hail     | Prince Abdul Aziz bin Musa'ed Stadium  | 12.000    |
| Al-Raed    | Buraidah | King Abdullah Sport City Stadium       | 23.600    |
| Al-Riyadh  | Riad     | King Fahd International Stadium        | 62.685    |
| Al-Taawoun | Buraidah | King Abdullah Sport City Stadium       | 23.600    |
| Al-Nahda   | Dammam   | Prince Fahd bin Salman Stadium         | 15.000    |
| Al-Faisaly | Harmah   | King Salman Sport City Stadium         | 5.200     |
| Al-Fateh   | Al-Hasa  | Prince Abdullah bin Jalawi Stadium     | 19.096    |
| Ohod       | Medina   | Prince Mohammed bin Abdul Aziz Stadium | 24.000    |

## Historial
Font:
- 1974-75:  Al-Nassr Al-Riyad (1)
- 1975-76: Competició abandonada
- 1976-77:  Al-Hilal Al-Riyad (1)
- 1977-78:  Al-Ahli Jeddah (1)
- 1978-79:  Al-Hilal Al-Riyad (2)
- 1979-80:  Al-Nassr Al-Riyad (2)
- 1980-81:  Al-Nassr Al-Riyad (3)
- 1981-82:  Al-Ittihad Jeddah (1)
- 1982-83:  Al-Ettifaq Dammam (1)
- 1983-84:  Al-Ahli Jeddah (2)
- 1984-85:  Al-Hilal Al-Riyad (3)
- 1985-86:  Al-Hilal Al-Riyad (4)
- 1986-87:  Al-Ettifaq Dammam (2)
- 1987-88:  Al-Hilal Al-Riyad (5)
- 1988-89:  Al-Nassr Al-Riyad (4)
- 1989-90:  Al-Hilal Al-Riyad (6)
- 1990-91:  Al-Shabab Al-Riyad (1)
- 1991-92:  Al-Shabab Al-Riyad (2)
- 1992-93:  Al-Shabab Al-Riyad (3)
- 1993-94:  Al-Nassr Al-Riyad (5)
- 1994-95:  Al-Nassr Al-Riyad (6)
- 1995-96:  Al-Hilal Al-Riyad (7)
- 1996-97:  Al-Ittihad Jeddah (2)
- 1997-98:  Al-Hilal Al-Riyad (8)
- 1998-99:  Al-Ittihad Jeddah (3)
- 1999-00:  Al-Ittihad Jeddah (4)
- 2000-01:  Al-Ittihad Jeddah (5)
- 2001-02:  Al-Hilal Al-Riyad (9)
- 2002-03:  Al-Ittihad Jeddah (6)
- 2003-04:  Al-Shabab Al-Riyad (4)
- 2004-05:  Al-Hilal Al-Riyad (10)
- 2005-06:  Al-Shabab Al-Riyad (5)
- 2006-07:  Al-Ittihad Jeddah (7)
- 2007-08:  Al-Hilal Al-Riyad (11)
- 2008-09:  Al-Ittihad Jeddah (8)
- 2009-10:  Al-Hilal Al-Riyad (12)
- 2010-11:  Al-Hilal Al-Riyad (13)
- 2011-12:  Al-Shabab Al-Riyad (6)
- 2012-13:  Al-Fateh Hufuf (1)
- 2013-14:  Al-Nassr Al-Riyad (7)
- 2014-15:  Al-Nassr Al-Riyad (8)
- 2015-16:  Al-Ahli Jeddah (3)
- 2016-17:  Al-Hilal Al-Riyad (14)
- 2018-18:  Al-Hilal Al-Riyad (15)
- 2018-19:  Al-Nassr Al-Riyad (9)
- 2019-20:  Al-Hilal Al-Riyad (16)
- 2020-21:  Al-Hilal Al-Riyad (17)
- 2021-22:  Al-Hilal Al-Riyad (18)
- 2022-23:  Al-Ittihad Jeddah (9)
- 2023-24:  Al-Hilal Al-Riyad (19)
- 2024-25:  Al-Ittihad Jeddah (10)